# José Vicente Marí Bosó
José Vicente Marí Bosó, né le 23 juillet 1970, est un homme politique espagnol membre du Parti populaire (PP).
Il est élu député de la circonscription des îles Baléares lors des élections générales de décembre 2015.

## Biographie

### Vie privée
Il est marié et père de trois enfants.

### Formation et vie professionnelle
Il réalise ses études supérieures à l'université de Valence où il obtient une licence en droit en 1997. Ayant préparé le concours du Corps des courtiers en commerce, il possède un master en audit comptable et la formation d'avocat. Il exerce dans le domaine commercial, administratif et civil. Membre de l'Institut espagnol des experts-comptables (ICJCE), il travaille dans sa propre société de conseil et dans une entreprise d'audit avec son père Antonio Luis Marí. Ce dernier est connu pour avoir été le président de la Caisse d'épargne Monte de Piedad de las Baleares (en catalan : Sa Nostra).

### Conseiller du gouvernement Bauzá
La victoire des conservateurs du Parti populaire lors des élections baléares de mai 2011 permet à José Ramón Bauzá de former son gouvernement. Le 22 juin suivant, sur proposition du vice-président à l'Économie et conseiller à la Promotion entrepreneuriale et à l'Emploi Pep Ignasi Aguiló, il est nommé directeur général au Trésor et à la Politique financière. Chargé de la trésorerie de la communauté autonome, de l'endettement, d'une certaine tutelle financière des entreprises du secteur public et du contrôle des comptes des sociétés publiques, Marí Bosó se dit rempli d'un « sentiment de joie, mais aussi de responsabilité car il sera nécessaire de redresser la situation économique ». Avec Antonio Costa Costa et María Paz Hernández, il est l'un des trois directeurs généraux de l'administration issus des îles Pityuses.
Le 2 mai 2013, Bauzá réalise un profond remaniement de son gouvernement dans le but de « donner un nouveau souffle » à son action durant la deuxième moitié de la législature et de donner de l'« espérance » à la population en signalant que l'économie baléare va sur le « bon chemin » grâce au « grand effort » déjà réalisé par son équipe. La vice-présidence à l'Économie est alors scindé en deux nouveaux départements : celui de l'Économie et de la Compétitivité dirigé par Joaquín García Martínez et celui des Finances et du Budget administré par José Vicente Marí Bosó, alors seul Ibizien au gouvernement. Lors de sa prise de pouvoir, il évoque une réforme des impôts locaux visant à augmenter les revenus de la communauté autonome et indique que les « impôts sont la seule voie pour obtenir des revenus pour les politiques publiques, même si personne n'aime les imposer ».
En juin suivant, il participe à la Onzième rencontre nationale du Forum de la famille au cours de laquelle plus de 150 chefs d'entreprise de « seconde génération » se sont réunis sur la Platja d'en Bossa dans le but de partager leurs expériences et d'améliorer la gestion de leurs affaires. En août, il est désigné vice-président du Conseil de la politique fiscale et financière de l'État (CFPP) ; un organe de coordination entre l'État et les communautés autonomes.
Il présente son dernier budget en décembre 2014. Celui-ci s'élève à 4 035 millions d'euros et garantit 42,5 millions d'euros d'investissements pour la seule île d'Ibiza.

### Député au Parlement des Baléares
En février 2015, il est désigné à l'unanimité du comité de campagne comme porte-parole de la campagne de José Ramón Bauzá, candidat à la réélection lors des élections régionales de mai suivant. Malgré l'opposition de la direction insulaire du parti incarnée par Vicent Serra, il bénéficie de l'appui de la direction régionale du PPIB et se fait désigner candidat tête de liste dans la circonscription électorale d'Ibiza en avril,. Avec 14 287 voix et 32,89 % des suffrages exprimés, sa liste est créditée de cinq des douze sièges en jeu. Élu au Parlement des îles Baléares, il est désigné vice-président de la commission des Affaires sociales et des Droits humains par ses pairs et intègre la commission de l'Économie. Il est, en outre, membre titulaire de la députation permanente.
La formation du gouvernement de coalition mené par la socialiste Francina Armengol conduit à son remplacement au gouvernement, le 2 juillet 2015, par Catalina Cladera.
Le 13 août, après la démission de Vicent Serra et Pepita Gutiérrez, respectivement président et secrétaire générale du PP d'Ibiza, du fait des mauvais résultats électoraux obtenus lors des élections locales du mois de mai, Marí Bosó est choisi comme président insulaire du parti par l'ensemble des groupements municipaux du parti. Il choisit alors Ana Costa, conseillère municipale de Santa Eulària des Riu, comme secrétaire générale.

### Le saut à la politique nationale
Au terme de nouvelles tensions internes relatives à la désignation du candidat représentant l'île d'Ibiza sur les listes du Parti populaire à l'occasion des élections générales de décembre 2015 dans la circonscription des îles Baléares, il bat le député sortant Enrique Fajarnés au moyen de primaires et est officiellement investi en deuxième position sur la liste conduite par Mateu Isern,. Au soir du scrutin, la liste récolte 140 640 voix soit 29,06 % des suffrages exprimés et remporte trois des huit mandats en jeu,. Élu au Congrès des députés avec Isern et Águeda Reynés, il démissionne de son mandat parlementaire régional dès le 4 janvier 2016 et est remplacé par Tania Marí. Siégeant à la commission de l'Emploi et de la Sécurité sociale et à celle des Politiques d'intégration du handicap, il est choisi comme deuxième vice-président de la commission des Budgets. Il est porte-parole adjoint à la commission des Finances et des Administrations publiques.
Manifestant son intérêt à obtenir un nouveau mandat à la chambre basse des Cortes Generales en vue du scrutin législatif anticipé de juin 2016, il conserve sa position sur la liste conduite, cette fois, par la majorquine Tersa Palmer. Réélu pour un deuxième mandat, il conserve ses responsabilités parlementaires et s'incorpore à la commission pour l'Évaluation et la modernisation de l'État autonomique.

### Candidat à Ibiza et sénateur
Dans la perspective des élections municipales de mai 2019, José Vicente Marí se présente comme tête de liste à Ibiza,. Au soir du scrutin, les résultats indiquent qu'une majorité de droite est possible et que le PP, arrivé en première position, est en passe de reprendre la mairie aux socialistes de Rafael Ruiz. Une erreur dans les procès-verbaux repérée par le PSOE conduit la commission électorale à étudier les résultats. Celle-ci confirme l'erreur et révise les résultats : le candidat socialiste sortant arrive en tête du scrutin, devant le PP, et peut former une majorité municipale de gauche. Marí Bosó devient alors porte-parole du groupe des élus du Parti populaire et chef du principal parti d'opposition,,,.
Le 11 juillet 2019, Marí Bosó est désigné sénateur par le Parlement des îles Baléares. Au Sénat, il est porte-parole de son groupe à la commission du Budget.